# Escadrille 67
L'Escadrille 67 est une unité aéronautique de l'armée française pendant la Première Guerre mondiale, créée à l'aéroport de Lyon-Bron le 17 septembre 1915. Elle est intégrée le 14 septembre à la 4e armée, et affectée en octobre à la zone de défense de Verdun.
Elle est nommée successivement Escadrille N67 puis Spa67, en relation avec les modèles d'appareil pilotés : "N" pour Nieuport, et ensuite "Spa" pour SPAD VII et SPAD XIII.
L'escadrille SPA 67 doit sa notoriété à 46 victoires homologuées et 34 victoires non homologuées.

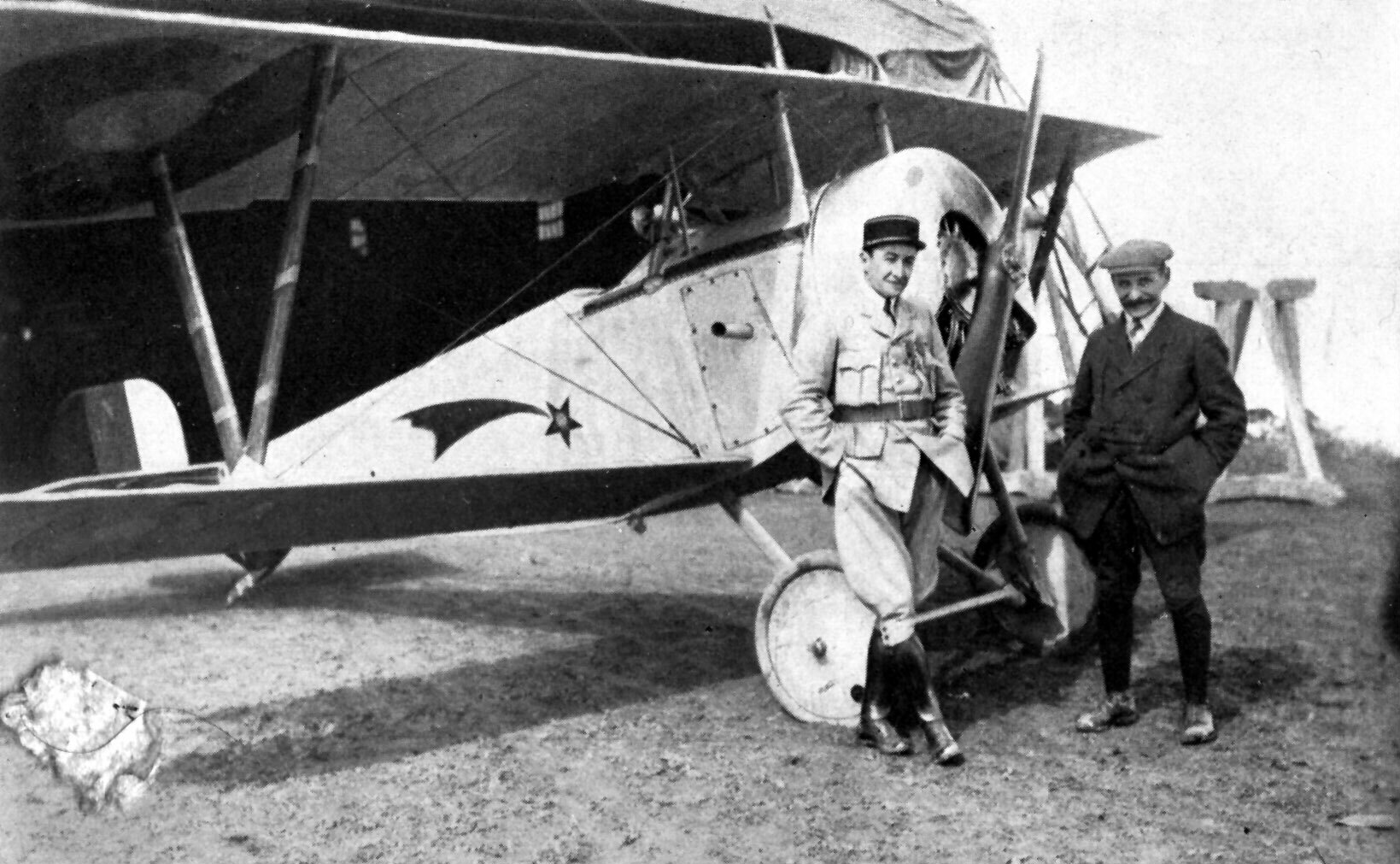
Le Nieuport 11 «Bébé» ou «Scout», chasseur monoplace.

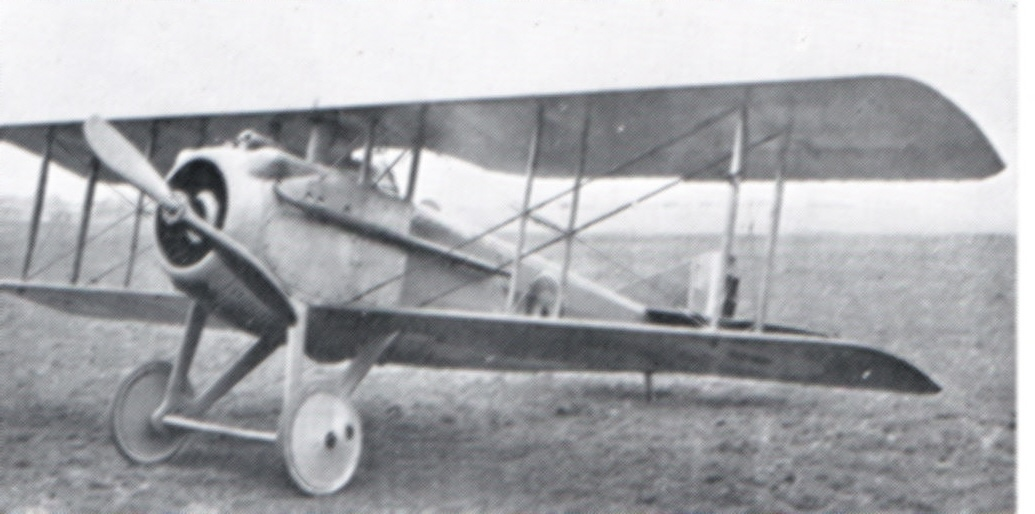
Un modèle SPAD S.VII.

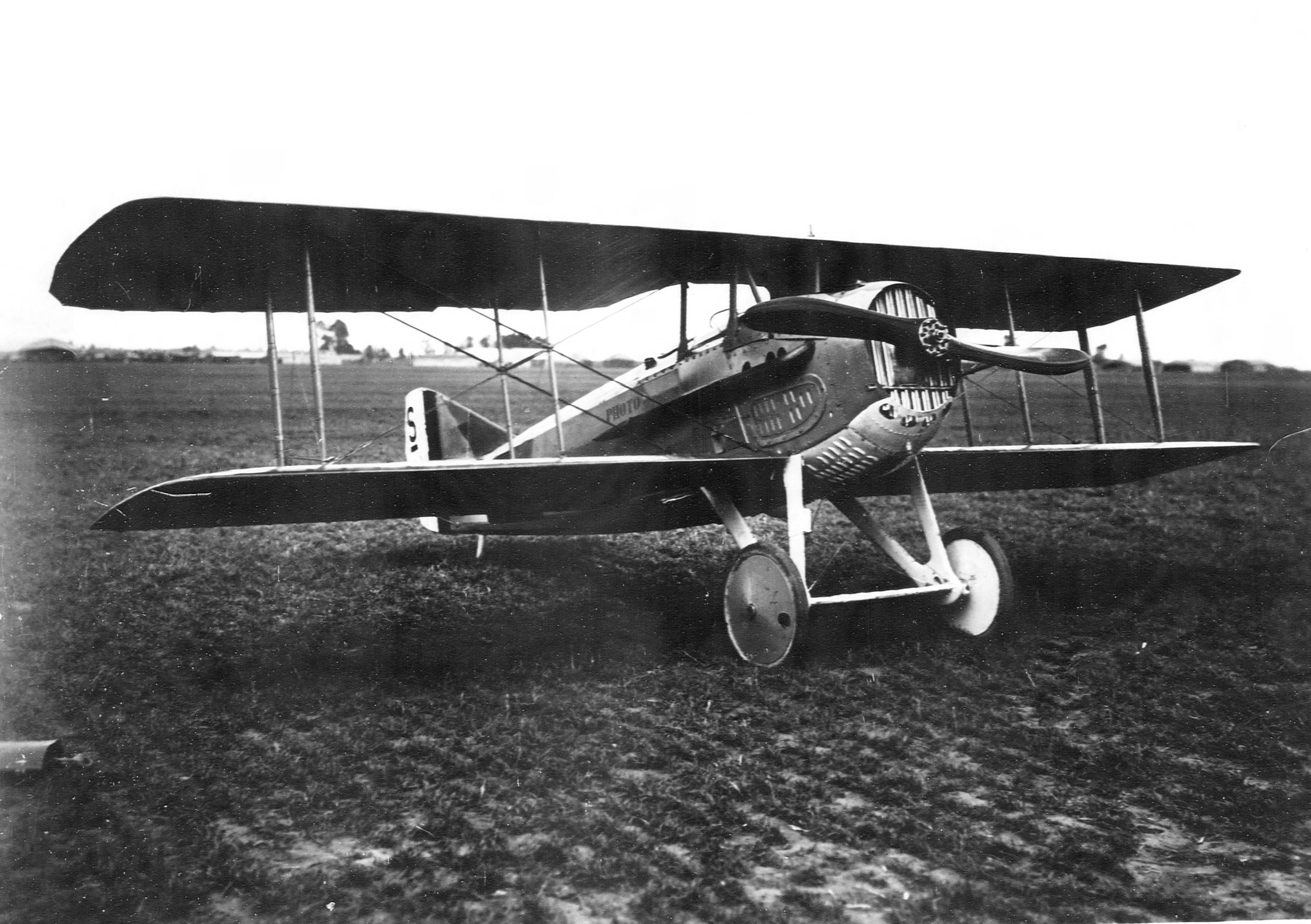
Un SPAD S.XIII, site de production de Romorantin, 1918.

## Histoire
Les missions initiales sur les biplaces Nieuport sont des missions de reconnaissance, de photographie aérienne, de repérage des pièces d'artillerie, et de bombardement. Après une citation le 25 janvier 1915, l'escadrille est à nouveau citée pour 257 combats et 11 avions abattus, cette dernière citation accordant à l'unité le droit de porter la fourragère pour la croix de guerre qui lui a été décernée. À l'été 1916, l'escadrille remplace ses biplaces par des Nieuport Bébé, plus légers, maniables et très efficaces lors de la bataille de Verdun. Le 1er novembre 1916, l'escadrille 67 rejoint le groupe de combat no 13, au côté des escadrilles 65, 112 et N124.
En juin 1917, l'escadrille quitte le GC13 et rejoint le Groupe provisoire de Bonneuil qui dépend de la 4e armée. En août 1917, l'escadrille s'équipe de chasseurs SPAD. En janvier 1918, l'escadrille remplace l'escadrille 73 dans le groupe de combat no 12 jusqu'à la fin de la guerre.

## Pilotes célèbres
- Georges Flachaire
- Jean Navarre
- David Putnam
- Marcel Viallet

## Ouvrages de référence
- Norman L. R. Franks et Frank W Bailey, Over the front : a complete record of the fighter aces and units of the United States and French Air Services, 1914-1918, Londres, Grub Street, 1992, 228 p. (ISBN 978-0-948817-54-0, OCLC 472550958).